# Borîcivka, Terebovlea
Borîcivka (în ucraineană Боричівка) este un sat în orașul raional Terebovlea din regiunea Ternopil, Ucraina.

## Demografie
Componența lingvistică a localității Borîcivka
     Ucraineană (99,64%)
     Alte limbi (0,36%)
Conform recensământului din 2001, majoritatea populației localității Borîcivka era vorbitoare de ucraineană (99,64%), existând în minoritate și vorbitori de alte limbi.